# Серый бананоед
Серый бананоед (лат. Crinifer concolor) — вид птиц из семейства тураковых.

## Описание
Этих птиц можно легко определить по их длинным хвостовым перьям, хохолку, а также по серому оперению. Длина тела взрослых птиц составляет до 48 см. Птицы часто встречаются в небольших стаях и очень крикливы.
Половой диморфизм отсутствует. У молодых птиц взъерошенное оперение и более короткий хохолок.

## Питание
Питается преимущественно фруктами и плодами (например, диким инжиром и ягодами), термитами, улитками, цветами, почками и листьями. Бананы эти птицы не употребляют, поэтому название «бананоед» ошибочное.

## Размножение
Кладку из 1—4 яиц насиживают оба партнера 26—28 дней.

## Распространение
Ареал вида охватывает территорию Намибии, Зимбабве, северной Ботсваны, а также северной части ЮАР и Квазулу-Натал. Естественная среда обитания — это кустарники и открытые леса.

## Классификация
Различают 4 подвида:
- Crinifer concolor bechuanae (Roberts, 1932)
- Crinifer concolor concolor (A. Smith, 1833)
- Crinifer concolor molybdophanes (Clancey, 1964)
- Crinifer concolor pallidiceps (Neumann, 1899)